# Swetlana Achundowna Tatunz
Swetlana Achundowna Tatunz (russisch Светлана Ахундовна Татунц; * 1953 in Baku) ist eine russische Ethnosoziologin, Konfliktforscherin und seit 2008 Professorin an der Fakultät für Weltpolitik der Moskauer Lomonossow-Universität.

## Leben
Nach einem Studium der Geschichte an der Staatlichen Universität Baku mit Abschluss 1978 erfolgte ihre Promotion zum Kandidaten der Wissenschaften 1983 am Lehrstuhl für Gesellschaftswissenschaften der MGU und Habilitation an der Soziologischen Fakultät der Lomonossow-Universität. Doktor der Wissenschaften für Soziologie ist sie seit 1996, das Thema der Habilschrift lautete «Die Ethnosoziologie als Wissenschaft». Es folgte ein Forschungsaufenthalt am Institut für Soziologie der Universität Regensburg im Wintersemester 1995–1996.
Von 1998 bis 2008 war sie Professorin für Soziologie an der Soziologischen Fakultät der Lomonossow-Universität. Dank der wissenschaftlichen Arbeit von Tatunz wurde an der Soziologischen Fakultät der MGU das Fach „Ethnosoziologie“ in die Lehre aufgenommen und in dieser neuen Disziplin Semester-, Diplom- sowie Doktorarbeiten erstellt.
Seit 2008 ist sie Professorin am Lehrstuhl für regionale Probleme der Weltpolitik an der Fakultät für Weltpolitik der MGU. Außerdem ist sie Autorin der Lehrprogramme für „Ethnosoziologie“ und „Ethnopolitologie“ an den Hochschulen der Russischen Föderation gemäß dem Staatlichen Standard des Bildungsministeriums der RF. Tatunz ist Mitglied der Russischen Soziologengesellschaft (РОС) und des International Institute of Sociology (IIS). Ausgezeichnet wurde sie mit der Ehrenurkunde des Bildungsministeriums der Russischen Föderation und als Verdiente Professorin der Lomonossow-Universität.
Sie ist Autorin von 70 wissenschaftlichen Veröffentlichungen auf den Gebieten der Ethnosoziologie, der Politikwissenschaft und Konfliktforschung, die u. a. auch auf Deutsch, Englisch, Spanisch und Italienisch im Ausland erschienen. Die regionalen Schwerpunkte ihrer Forschungen liegen im Bereich der Gemeinschaft Unabhängiger Staaten, Ost- und Westeuropas und Lateinamerikas.

## Forschungsinteressen
Ihre wissenschaftlichen Schwerpunkte sind ethnonationale Probleme in der modernen Welt, ethnische Migrationsprozesse im Zeitalter der Globalisierung, Interethnische Konflikte, Konfliktforschung, Konfrontation und Dialog. Konfliktmanagement, Probleme der Integration in fremdethnischen Räumen, Diaspora als sozio-kulturelles Institut und als Faktor in der Außenpolitik, Probleme der Toleranz sowie ethnische Konflikte und soziale und politische Stabilität.

## Publikationen
- Wird es Herbst für den „Nationalismus“? Zur Frage der Nation, des Nationalismus und der Nationalpolitik, Moskau, 1995 (Наступит ли осень «национализма»? К вопросу о нации, национализме и национальной политики)
- Interethnische Widersprüche und Konflikte in der Nordkaukasus-Region der Russischen Föderation. In: Robert Hettlage (Hrsg.) Kollektive Identität in Krisen. Ethnizität in Region, Nation, Europa. Opladen: Westdeutscher Verlag 1997, S. 216–225
- Ethnopolitische Konflikte und geopolitische Faktoren (Wissenschaftliche Redaktion, Autor: O.I.Arschba), Moskau, 1998 (Этнополитические конфликты и геополитические факторы - научная редакция, автор: Аршба О.И.)
- Ethnosoziologie, Moskau, 1999 (Этносоциология)
- Nation und Nationalismus. Geschichte und Theorie in Texten und Dokumenten, Moskau, 2002 (Нация и национализм. История и теория в текстах и документах)
- Immigration, Integration, Einbürgerung. Erfahrungen westeuropäischer Länder (Wissenschaftliche Redaktion, Autor: O.I.Arschba), Moskau, 2012 (Иммиграция, интеграция, натурализация. Опыт западноевропейских стран - научная редакция, автор: Аршба О.И.)
- Der Erste Weltkrieg und die Armenische Frage, Armenisch-Deutsche Korrespondenz, № 3, 2014, S. 42–45
- Die europäische Idee siegt über rechten Populismus bei den Europawahlen (Идея Европы побеждает правый популизм на евровыборах), mit K. Berndt Государственная служба, № 5, 2019, S. 76–82
- La política de memoria de la diáspora armenia en los países latinoamericanos (Die Erinnerungspolitik der armenischen Diaspora in den Ländern Lateinamerikas, mit A.M. Ponamareva) Iberoamérica, № 4, 2020, S. 124–144
- La politica del poder blando de Alemania en America Latina (Die Soft-Power-Politik der BRD in Lateinamerika) Iberoamérica, № 4, 2021, S. 80–100
- La crisis global del COVID-19 en la región latinoamericana en el contexto de la oposición „Norte-Sur“ (Die globale COVID-19-Krise in der lateinamerikanischen Region im Kontext des „Nord-Süd“-Konflikts) Iberoamérica, № 1, 2022, S. 160–180